# Respirační syndrom skotu
Respirační syndrom skotu (angl. Bovine respiratory disease, BRD) je klinická diagnóza pro infekční onemocnění zejména mladého skotu. Lidově se mu říkalo infekční rýma telat.
Klinické příznaky jsou kašel, zvýšená teplota, snížená produkce. Vyskytuje se hlavně v odchovnách skotu a ve výkrmnách, na pastvinách prakticky není.
Nemoc zpravidla začíná jako virová infekce, pokud nedojde ke komplikaci, zvíře se samo vyléčí. Mnohem častěji následuje bakteriální komplikace, zápal plic. Nejvíce je postižen mladý dobytek, nemoc se v průběhu života často opakuje, v dospělosti se projevuje jako pleuropneumonie (chronický zápal plic a poplicnice).
Klinické onemocnění se rozpadá na mnoho laboratorních diagnóz:
| Virové onemocnění                              | Bakteriální agens     |
| ---------------------------------------------- | --------------------- |
| IBR (infekční bovinní rhinotracheitis – BHV-1) | Pasterella hemolytica |
| BVD (bovinní virová diarhea)                   | Pasterella multocida  |
| BRSV (bovinní respiratorní syncitiální virus)  | Hemophilus somnus     |
| PI 3 (parainfluenza typ 3)                     | Mycoplasma spp.       |
| bovinní coronavirus                            | Chlamydia spp.        |
| bovinní rhinovirus                             |                       |
| bovinní reovirus                               |                       |
| bovinní adenovirus                             |                       |
| bovinní enterovirus                            |                       |

Proti virům se zvířata očkují polyvalentními vakcínami, které zanechají imunitu proti 4 a více virům (IBR, BVD, BRSV, PI3, coronavirus), některé vakcíny mají antigeny i proti pasterelóze. Jedinou dávkou se tak získá široká imunita. Pokud nemoc propukne, léčí se antibiotiky. Ty samozřejmě na viry nezabírají, jen na bakterie.
Rizikové faktory (RF)
| RF před odstavem mláděte     | RF po odstavu telete                  |
| ---------------------------- | ------------------------------------- |
| Vakcinační protilátky matky  | Transport telete (-)                  |
| Zdravotní stav matky         | Počet ustájených telat (-)            |
| Výživa matky                 | Vzdušný odchov (+) stájový (-)        |
| Příjem kolostra              | Množství přesunů dobytka (-)          |
| Zdravotní stav telete        | Vakcinace proti BRD (+)               |
| Expozice telete viry BRD (-) | Výživa energie                        |
| Manažerská úroveň chovu      | Výživa protejny                       |
| Úroveň výživy                | Výživa minerálie (Cu, Zn, Se)         |
| Vakcinace telete (+)         | Výživa vitamin E a antioxidanty       |
| Nemocnost chovu (-)          | Profylaktické podáváni antibiotik (+) |

Ekonomické ztráty způsobené BRD jsou značné. Zcela vymýtit tuto nemoc nelze, ale je možné minimalizovat její dopady na chov.